# Економічне насильство
Економічне насильство у стосунках — це форма насильства, в якій один партнер контролює фінансові ресурси іншого, обмежує його можливості заробітку або управління коштами. Економічне насильство створює матеріальну залежність і підсилює контроль над жертвою. Як один із видів домашнього насильства, економічне насильство часто пов'язане з психологічним тиском, а в деяких випадках — з фізичним насильством.

## Форми економічного насильства
Економічне насильство має різні прояви, які можуть включати такі дії:
- Повний або частковий контроль над фінансами — партнер контролює витрати іншого, вимагає звітності за всі покупки, не дає доступу до банківських рахунків або жорстко обмежує грошові ресурси.

- Заборона на працевлаштування — агресор може перешкоджати професійному зростанню партнера, забороняти працевлаштуватися, не дозволяти отримати освіту чи розвивати кар'єру, що обмежує його фінансову незалежність.

- Примусові позики чи кредити — партнер може змушувати іншого оформляти кредити чи борги на себе, використовуючи їх у власних інтересах. Це може залишити жертву з борговими зобов'язаннями навіть після розірвання стосунків.

- Повне позбавлення фінансових коштів — партнер не дозволяє іншому розпоряджатися власними заробленими грошима або ж утримує їх у випадку спільного доходу, залишаючи жертву без можливості самостійно здійснювати покупки чи забезпечувати базові потреби.

- Фінансове шантажування — партнер маніпулює грошима, використовує фінансові обмеження як метод контролю, погрожуючи припинити фінансову підтримку у разі, якщо жертва не виконає певні вимоги.

## Ознаки економічного насильства
Економічне насильство може проявлятися поступово. Ось деякі його ознаки:
1. Відсутність доступу до загальних фінансових рахунків — партнер не дозволяє мати спільний доступ до фінансових коштів.
2. Заборона працювати або навчатися — партнер обмежує можливості для роботи, забороняє навчатися або брати участь у заходах, які можуть підвищити кваліфікацію.
3. Контроль за витратами — жертва має звітуватися за всі покупки або потребує дозволу партнера на кожен крок, пов'язаний з витратами.
4. Позики чи кредит на жертву — партнер оформляє кредит або позику на ім'я жертви, залишаючи її з борговими зобов'язаннями.

## Наслідки економічного насильства
Економічне насильство негативно впливає на жертву, і часто має довготривалі наслідки:
- Емоційне виснаження і депресія — жертва часто відчуває себе безсилою та безвихідною через відсутність фінансової незалежності, що може призвести до стресу, тривожності та депресії.

- Соціальна ізоляція — через обмеження професійної діяльності та фінансову залежність жертва може відчувати ізоляцію від друзів, родини та колег.

- Фінансова нестабільність — залишаючись залежною від партнера, жертва часто не має можливості накопичити гроші або підтримувати належний рівень життя. Це ускладнює процес розриву токсичних стосунків і повернення до фінансової стабільності.

- Правові наслідки — у випадку примусових позик або кредитів жертва може залишитися з борговими зобов'язаннями, що ускладнить повернення до нормального життя навіть після припинення стосунків.

## Як протидіяти економічному насильству
Важливим кроком у боротьбі з економічним насильством є підвищення обізнаності про власні права. Ось кілька порад, які допоможуть запобігти та подолати економічне насильство:
1. Освіта та робота — здобуття освіти та кар'єрного зростання дозволяють досягти фінансової незалежності. Рекомендується за можливості зберегти фінансову стабільність та навички роботи з грошима.
2. Відкриття особистого банківського рахунку — це дає змогу зберегти контроль над фінансами та уникнути залежності від партнера.
3. Консультація з юристом — у багатьох країнах є законодавство, яке захищає жертв економічного насильства. Юридична консультація допоможе зрозуміти права та можливості в конкретних випадках.
4. Звернення до соціальних служб — у багатьох країнах діють організації, що надають безкоштовну допомогу жертвам домашнього насильства. В Україні це можуть бути центри соціальних служб, кризові центри та громадські організації.
5. Підтримка друзів і рідних — розмова з близькими людьми та їхня підтримка можуть допомогти жертві зрозуміти масштаби проблеми та знайти шляхи її вирішення.

## Законодавча база в Україні
Українське законодавство поступово розширює перелік заходів для захисту жертв домашнього насильства, включаючи економічне. Закон України «Про запобігання та протидію домашньому насильству» передбачає захист постраждалих від економічного, фізичного та психологічного насильства. Жертви мають право звернутися до органів правопорядку, які зобов'язані забезпечити їхню безпеку та надати підтримку.